# ایلسا (ایالت اوسون)
ایلسا (به لاتین: Ilesa) یک منطقهٔ مسکونی در نیجریه است که در ایالت اوسون واقع شده‌است. ایلسا ۳۰۵٫۴۸۰ نفر جمعیت دارد.